# Gastro Norm
Pour les articles homonymes, voir GN.

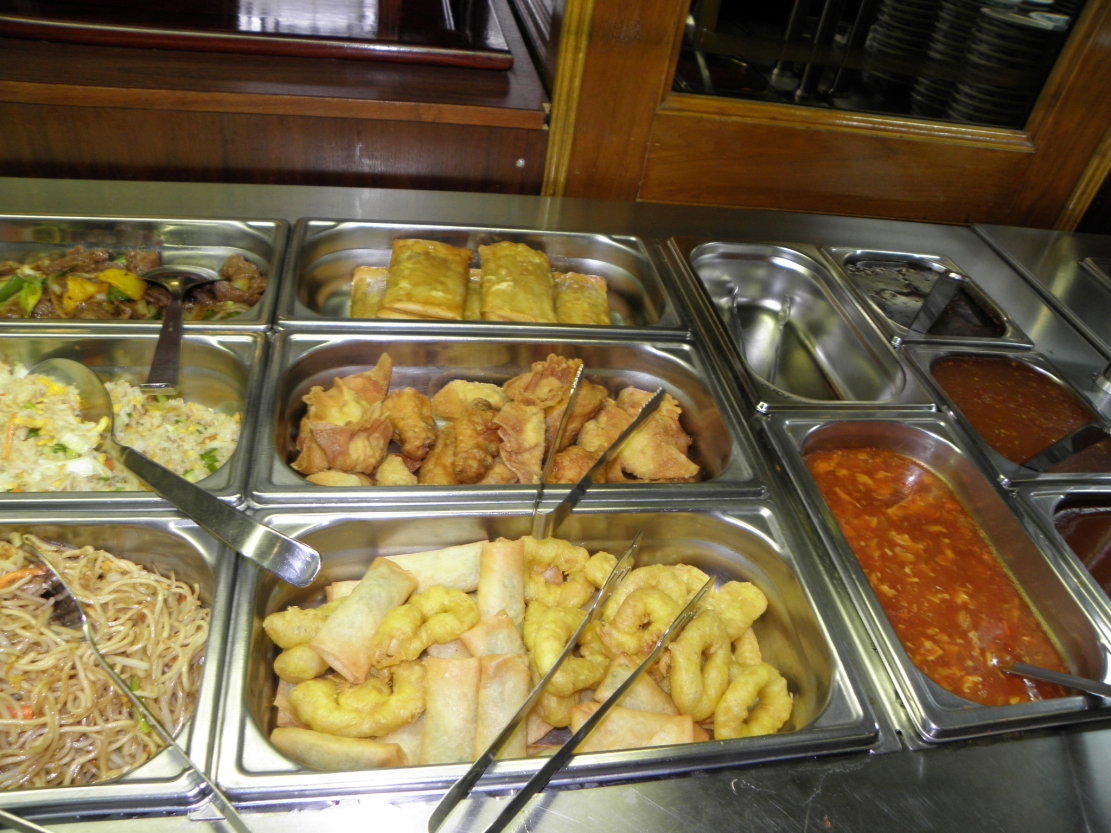
Récipients Gastro Norm dans un restaurant chinois en Allemagne.

Gastro Norm (GN) est un standard utilisé en restauration collective.

## Origine
Gastro Norm est un format standardisé européen qui, par l’utilisation de mesures standardisées, facilite l’échange des récipients ainsi que le traitement des aliments dans les cuisines professionnelles. Il a été officialisé la première fois le 17 novembre 1964 par différentes associations d’hôteliers suisses. Malgré des débuts marqués par le scepticisme de la profession — « on ne peut normaliser la gastronomie !»[réf. nécessaire] — le format Gastro Norm (GN) est maintenant mondialement reconnu et utilisé par une grande majorité des équipementiers et utilisateurs de cuisines professionnelles.
Le 15 décembre 1993, le format a été adopté par le Comité européen de normalisation sous la référence EN631-1:1993 « Bacs pour la cuisine et le transport de nourriture. Dimensions des bacs » / « Materials and articles in contact with foodstuffs. Catering containers. Dimensions of accessories and supports »

## Utilisation

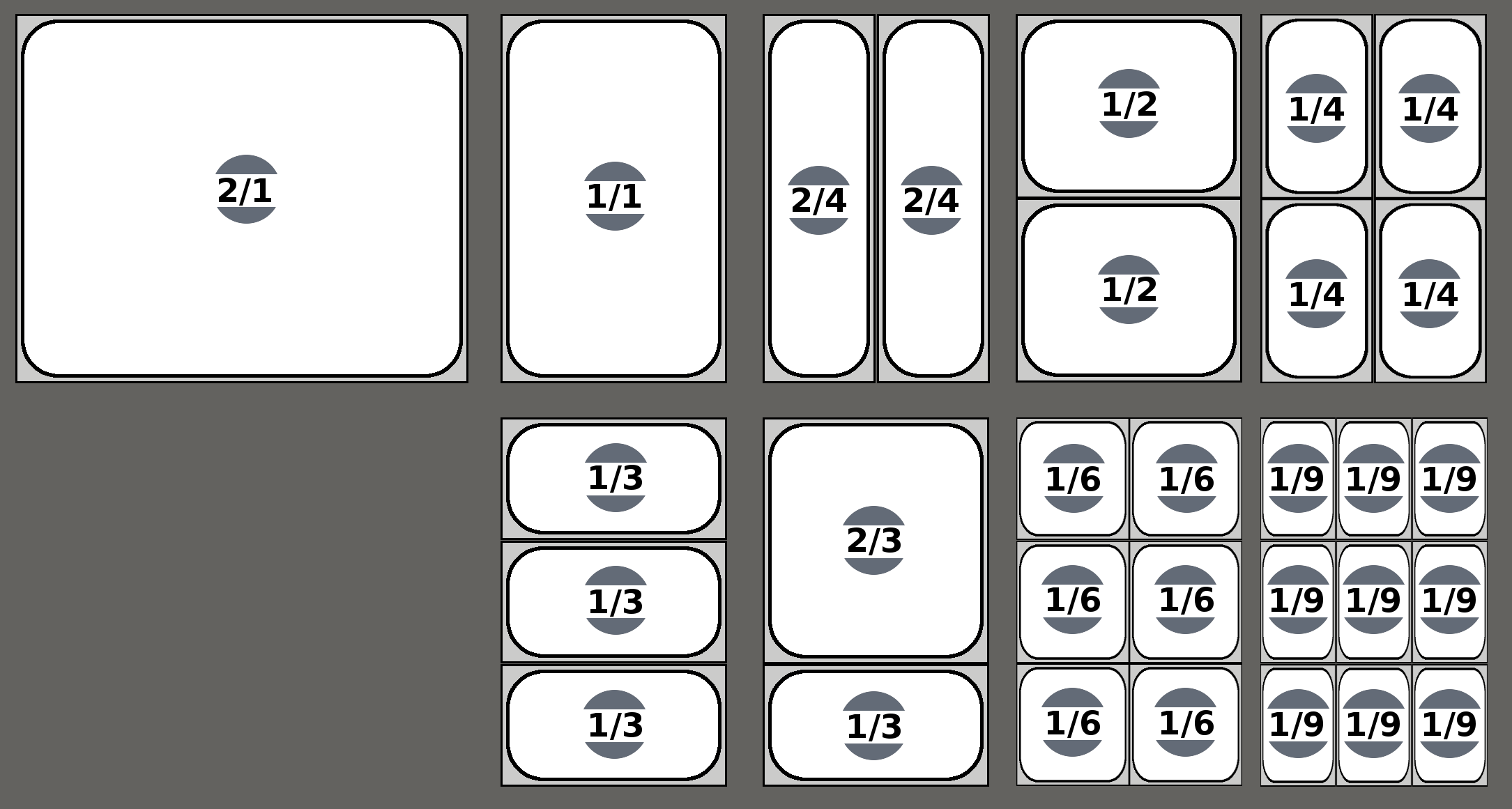
Schéma présentant les différents formats usuels de bacs GN.

Les récipients Gastro Norm permettent de stocker, transporter, transformer, traiter, servir, etc. Ils peuvent être réalisés en acier inoxydable, acier émaillé, métal recouvert d’antiadhésif, matières synthétiques ou composites, faïence, porcelaine. Ils peuvent être pleins ou perforés pour faciliter l’égouttage ou certaines cuissons. Depuis peu, il existe également des barquettes GN à usage unique entièrement compostables.
Ces récipients peuvent parfaitement s’adapter aux rayonnages, échelles de transport, chariots, éviers, tables de travail tiroirs, réfrigérateurs, comptoirs réfrigérés, fours, bains-maries, bandes de transport, lave-vaisselles, lave-batterie, présentoirs réalisés selon la même norme.
D’autres produits adoptent le format GN : planches à découper, sets en papier, tapis antiadhésifs, paniers en osier. De nombreux produits alimentaires professionnels sont même conditionnés pour une compatibilité optimale (fond de pizza, pains précuits, légumes surgelés).
Le format de base est le GN 1/1, qui fait 530 x 325 mm. Les autres sont des multiples ou des sous-multiples de ce module de base. Les formats généralement rencontrés chez les professionnels sont :
| Nom    | Dimensions (L x l, en mm) |
| ------ | ------------------------- |
| GN 2/1 | 530 x 650                 |
| GN 1/1 | 530 x 325                 |
| GN 2/3 | 352 x 325                 |
| GN 1/2 | 265 x 325                 |
| GN 1/3 | 176 x 325                 |
| GN 2/4 | 530 x 162                 |
| GN 1/4 | 265 x 162                 |
| GN 1/6 | 176 x 162                 |
| GN 1/9 | 176 x 108                 |

D’autres formats sont disponibles :
| Nom     | Dimensions (L x l, en mm) |
| ------- | ------------------------- |
| GN 2/8  | 132 x 325                 |
| GN 1/12 | 88 x 162                  |
| GN 2/24 | 132 x 108                 |
| GN 1/18 | 88 x 108                  |

Les profondeurs les plus courantes sont 20, 40, 65, 100, 150 et 200 mm.